# مخاريان (المحفد)

تعديل مصدري - تعديل

مخاريان هي إحدى قرى عزلة المحفد بمديرية المحفد التابعة لمحافظة أبين، بلغ تعداد سكانها 46 نسمة حسب تعداد اليمن لعام 2004.